# Saint-Aubin-Montenoy
Saint-Aubin-Montenoy là một xã ở tỉnh Somme, vùng Hauts-de-France, Pháp.

## Địa lý
Thị trấn này có cự ly khoảng 14 dặm Anh về phía tây nam của Amiens, trên đường D153.

## Dân số
| 1962                                                         | 1968 | 1975 | 1982 | 1990 | 1999 |
| ------------------------------------------------------------ | ---- | ---- | ---- | ---- | ---- |
| 200                                                          | 208  | 214  | 216  | 215  | 209  |
| Số liệu điều tra dân số từ năm 1962, dân số không tính trùng |      |      |      |      |      |